# Damian Silvera
Damian Silvera (Flushing, 27 luglio 1974 – Houston, 14 giugno 2010) è stato un calciatore statunitense di ruolo difensore.
Ha giocato nella Major League Soccer, nella USISL e nella A-League.

## Biografia
È morto nel 2010, all'età di 35 anni.

## Carriera
Ha iniziato a giocare a pallone ai tempi dell'Università e veniva impiegato come centrocampista; con l'UVA vinse tre volte il titolo NCAA (1992, 1993, 1994). Nel 1996 passò ai N.Y./N.J. MetroStars con cui esordì in MLS; disputò 15 partite durante la stagione regolare e altre due partite durante la fase play-off.
L'anno successivo si trasferì al K.C. Wizards senza venire utilizzato se non in tre partite, due delle quali le giocò da titolare.

### Nazionale
Con la nazionale olimpica prese parte alle Olimpiadi del 1996 in cui disputò tutte e tre le partite della fase a gironi partendo da titolare in tutti i match.

## Statistiche
| Stagione        | Squadra              | Campionato      | Campionato | Campionato | Coppe nazionali | Coppe nazionali | Coppe nazionali | Coppe continentali | Coppe continentali | Coppe continentali | Altre coppe | Altre coppe | Altre coppe | Totale | Totale |
| Stagione        | Squadra              | Comp            | Pres       | Reti       | Comp            | Pres            | Reti            | Comp               | Pres               | Reti               | Comp        | Pres        | Reti        | Pres   | Reti   |
| --------------- | -------------------- | --------------- | ---------- | ---------- | --------------- | --------------- | --------------- | ------------------ | ------------------ | ------------------ | ----------- | ----------- | ----------- | ------ | ------ |
| 1996            | N.Y./N.J. MetroStars | MLS             | 15+2       | 1+0        |                 | -               | -               |                    | -                  |                    |             | -           | -           | 17     | 1      |
| 1997            | K.C. Wizards         | MLS             | 3          | 0          |                 | -               | -               |                    | -                  | .                  |             | -           | -           | 3      | 0      |
| Totale carriera | Totale carriera      | Totale carriera | 20         | 1          |                 | -               | -               |                    | -                  | -                  | -           | -           | -           | 20     | 1      |

| Cronologia completa delle presenze e delle reti in nazionale ― Stati Uniti olimpica | Cronologia completa delle presenze e delle reti in nazionale ― Stati Uniti olimpica | Cronologia completa delle presenze e delle reti in nazionale ― Stati Uniti olimpica | Cronologia completa delle presenze e delle reti in nazionale ― Stati Uniti olimpica | Cronologia completa delle presenze e delle reti in nazionale ― Stati Uniti olimpica | Cronologia completa delle presenze e delle reti in nazionale ― Stati Uniti olimpica | Cronologia completa delle presenze e delle reti in nazionale ― Stati Uniti olimpica | Cronologia completa delle presenze e delle reti in nazionale ― Stati Uniti olimpica |
| Data                                                                                | Città                                                                               | In casa                                                                             | Risultato                                                                           | Ospiti                                                                              | Competizione                                                                        | Reti                                                                                | Note                                                                                |
| ----------------------------------------------------------------------------------- | ----------------------------------------------------------------------------------- | ----------------------------------------------------------------------------------- | ----------------------------------------------------------------------------------- | ----------------------------------------------------------------------------------- | ----------------------------------------------------------------------------------- | ----------------------------------------------------------------------------------- | ----------------------------------------------------------------------------------- |
| 20-7-1996                                                                           | New Jersey                                                                          | Stati Uniti olimpica                                                                | 1 – 3                                                                               | Argentina olimpica                                                                  | Olimpiadi 1996 - 1º turno                                                           | -                                                                                   | 60’ 71’                                                                             |
| 22-7-1996                                                                           | New Jersey                                                                          | Stati Uniti olimpica                                                                | 2 – 0                                                                               | Tunisia olimpica                                                                    | Olimpiadi 1996 - 1º turno                                                           | -                                                                                   |                                                                                     |
| 24-7-1996                                                                           | Washington                                                                          | Stati Uniti olimpica                                                                | 1 – 1                                                                               | Portogallo olimpica                                                                 | Olimpiadi 1996 - 1º turno                                                           | -                                                                                   | 52’                                                                                 |
| Totale                                                                              |                                                                                     | Presenze                                                                            | 3                                                                                   |                                                                                     | Reti                                                                                | 0                                                                                   |                                                                                     |